# Croton andinus
Espèce
Croton andinus est une espèce de plantes à fleurs du genre Croton et de la famille des Euphorbiaceae, originaire de Bolivie et d'Argentine.
Il a pour synonyme :
- Croton psammophilus, Lillo, 1916
- Oxydectes andina, (Müll.Arg.) Kuntze,